# Láb
Láb is een Slowaakse gemeente in de regio Bratislava, en maakt deel uit van het district Malacky.
Láb telt 1387 inwoners.